# Leonid Filatov
Pour les articles homonymes, voir Filatov.
Leonid Filatov (en russe : Леонид Алексеевич Филатов), né le 24 décembre 1946 à Kazan dans l'Union soviétique et mort le 26 octobre 2003 à Moscou (Russie), est un acteur et réalisateur russe. Artiste du peuple de la fédération de Russie (1995).

## Biographie
Leonid Filatov naît le 24 décembre 1946 à Kazan. En 1965, il arrive à Moscou et tente d’intégrer le département de réalisation de VGIK. Il échoué et s'oriente vers la formation théâtrale de l'Institut d'art dramatique Boris-Chtchoukine d'où il sort diplômé en 1969.  
En 1969, il est accepté dans la troupe du Théâtre de la Taganka.
Depuis 1970, Filatov apparaît dans plusieurs films comme Air Crew, Mélodie oubliée pour une flûte, La Ville zéro.
En 1989, Leonid Filatov est élu secrétaire de l'Union des cinéastes de l'URSS.
En 1990, il réalise le film Enfants de chiennes d’après son propre scénario, y interprétant l'un des rôles.
Peu de temps après la sortie du Bal de charité, où Filatov joue le rôle principal, les problèmes de santé le contraignent à mettre fin à sa carrière d'acteur de cinéma et à se concentrer sur le travail à la télévision. De 1993 à 2003, il anime sur REN une série de programmes documentaires Pour qu'on se souvienne, consacrés aux acteurs célèbres du passé, mais injustement oubliés du cinéma soviétique.

## Filmographie partielle
- 1979 : L'Équipage (Экипаж) d'Aleksandr Mitta : Skvortsov
- 1980 : Vous n’en avez jamais rêvé... (Вам и не снилось...) d'Ilia Frez : Mikhail
- 1987 : Mélodie oubliée pour une flûte (Забытая мелодия для флейты) de Eldar Riazanov : Filimonov
- 1988 : La Ville zéro (Город Зеро) de Karen Chakhnazarov : Varakine
- 1990 : Enfants de chiennes

### Doublage
- 1986 : Le Pigeon sauvage (Чужая Белая и Рябой) de Sergueï Soloviov : le père (rôle de Liubomiras Laucevicius)

## Source
- (ru) Cet article est partiellement ou en totalité issu de l’article de Wikipédia en russe intitulé « Филатов, Леонид Алексеевич » (voir la liste des auteurs).